# Ульяновская улица (Саратов)
Улья́новская у́лица (ранее Споко́йная и Уго́дниковская у́лица) — улица Саратова в его центре, заключённая между параллельными ей улицей Мичурина и Рабочей улицей, и лежащими перпендикулярно ей улицей Рахова и Вольской. Одна из самых коротких улиц города (2 квартала).

## История
Вскоре после своего появления в первой половине XIX века улица была малозаселённой и поэтому получила название Спокойной. В середине того же столетия, когда на улице четыре дома принадлежали жене чиновника дворянского собрания Угодниковой, улица получила название Угодниковской.
В 1909 году в Саратов приехали родственники Владимира Ленина: сестры Анна и Мария Ульяновы, мать Мария Александрова и муж Анны Ульяновой Марк Елизаров. Весной 1911 года Ульяновы переехали в дом Бузика на Угодниковской улице. Ульяновы занимались в Саратове революционной работой. В ночь с 7 на 8 мая 1912 года полиция произвела обыск на квартире Ульяновых, но ничего подозрительного не обнаружила. Тем не менее, Ульяновых арестовали (Елизарова не арестовали, потому что он находился в отъезде). Анну Ильиничну вскоре освободили из-за отсутствия улик, а Марию заключили в тюрьму, откуда через полгода была направлена в Вологду, куда вскоре переехали все Ульяновы.
В 1928 году улицу переименовали в честь сестёр Ульяновых. В 1969 году дом, в котором жили Ульяновы, превратили в музей-квартиру семьи Ульяновых. В 1993 году он был перепрофилирован и стал этнографическим музеем.

## Здания

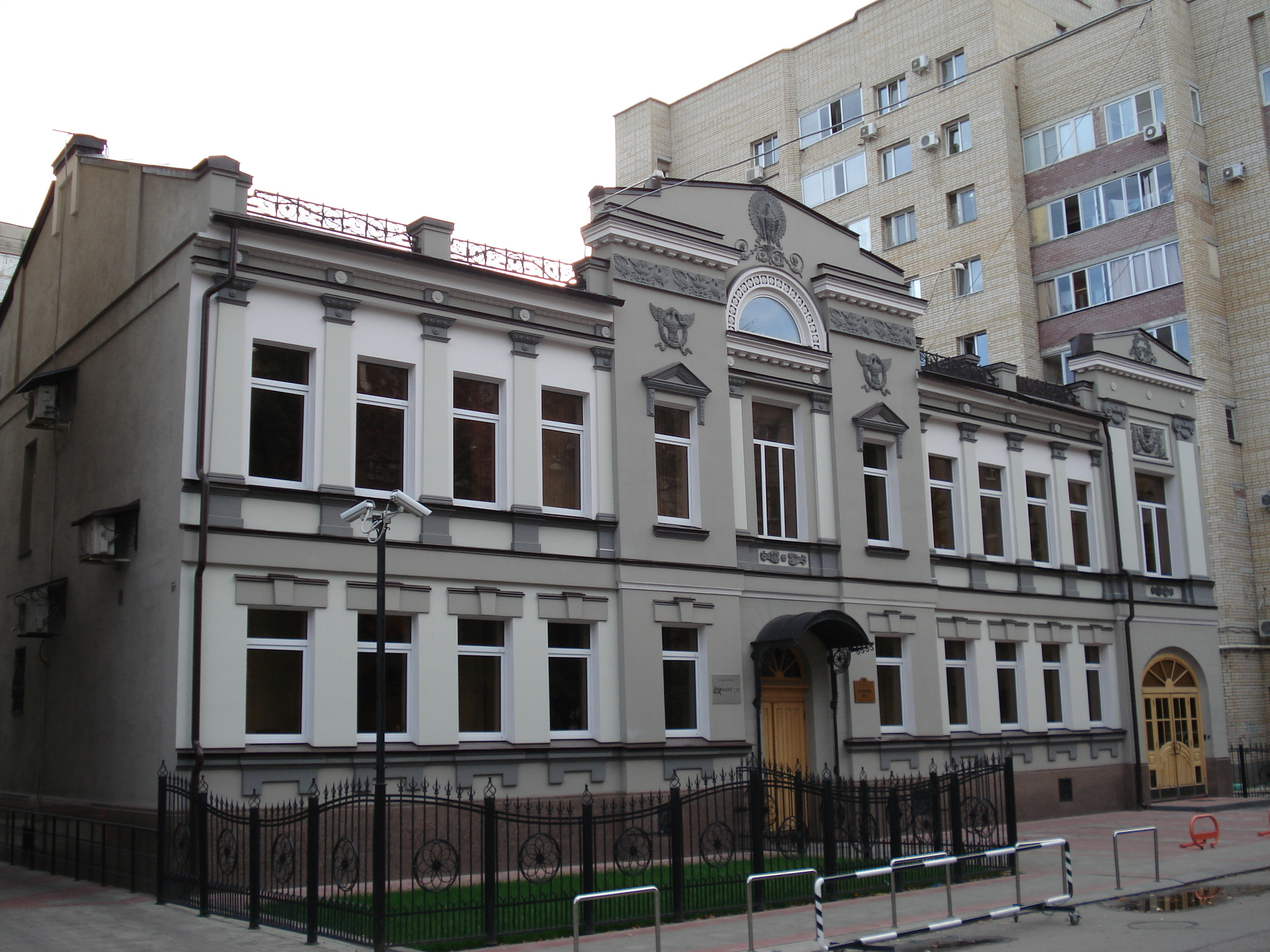
Дом № 25 (1910г.)
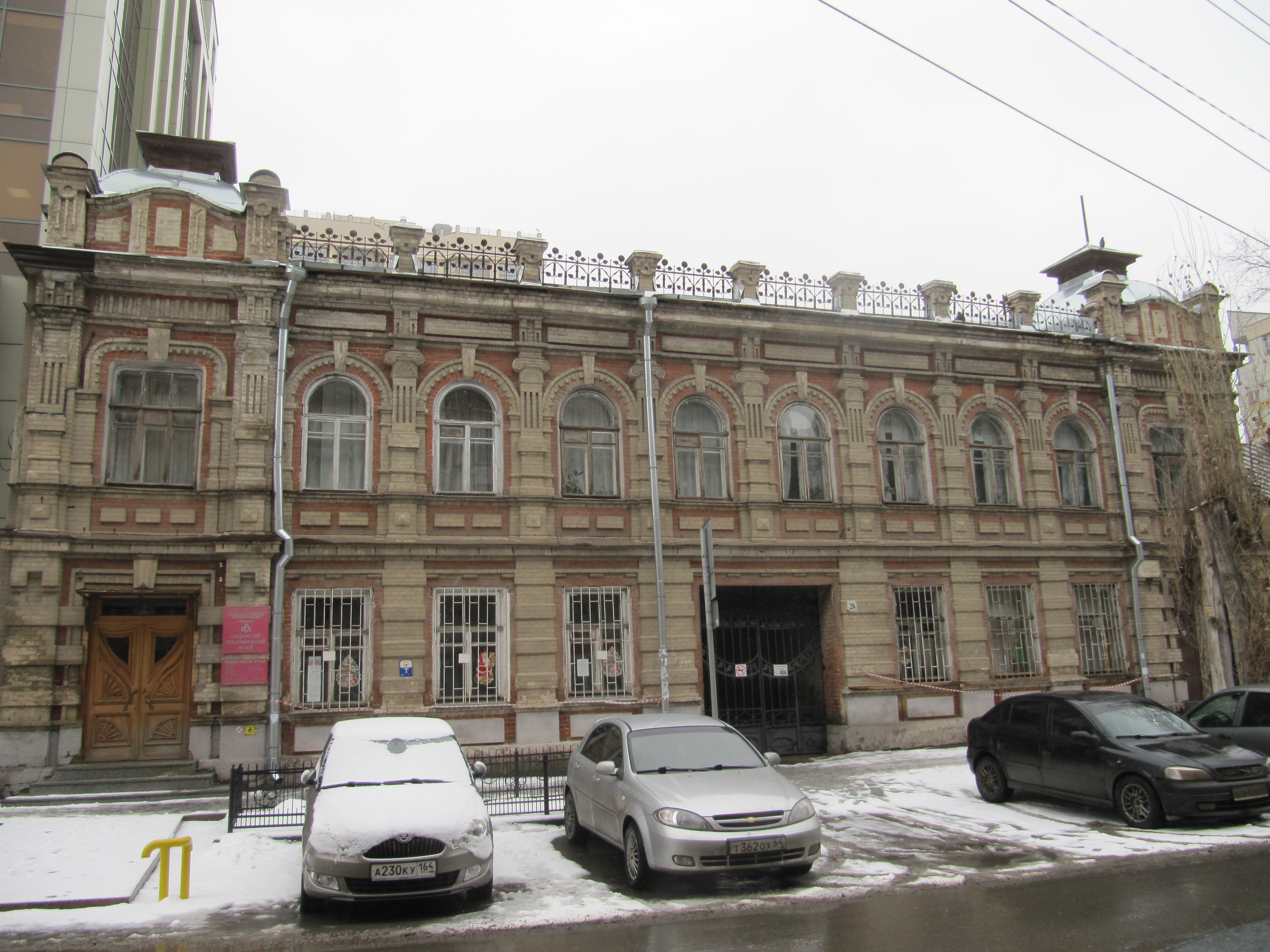
Дом № 26, Саратовский этнографический музей
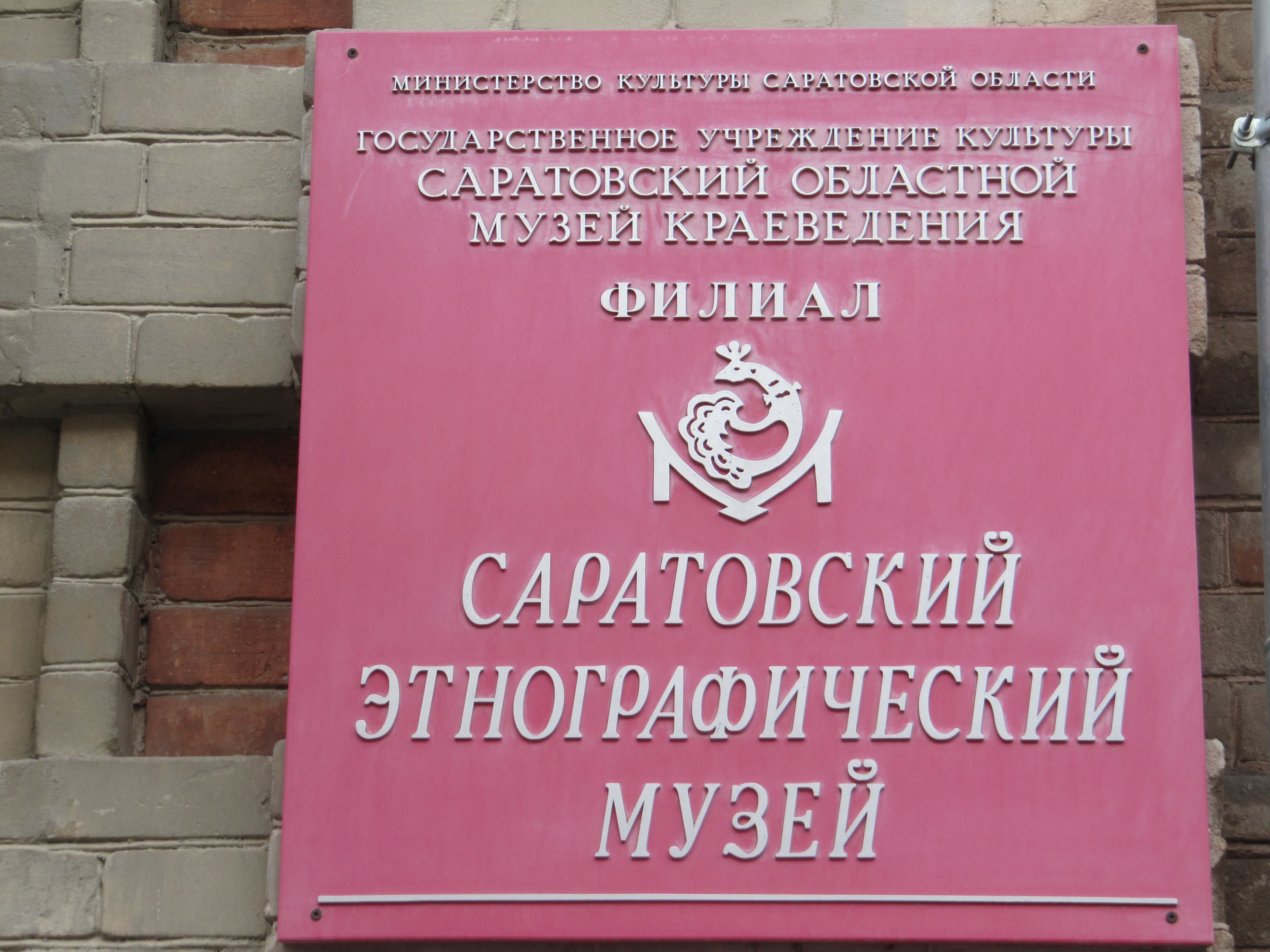
Саратовский Этнографический музей

## Транспорт
Улица не является важной транспортной магистралью. В июле 2008 года главный архитектор Саратова Владимир Вирич выступил с предложением «возродить» для движения некоторые улицы, назвав среди прочих Ульяновскую.
Общественный транспорт по улице не ходит. Ближайшие остановки:
- Троллейбус № 3, 16, маршрутное такси № 76, 77. Ост. «Улица Ульяновская» (у пересечения с улицей Рахова)